# St. Amandus (Girbelsrath)

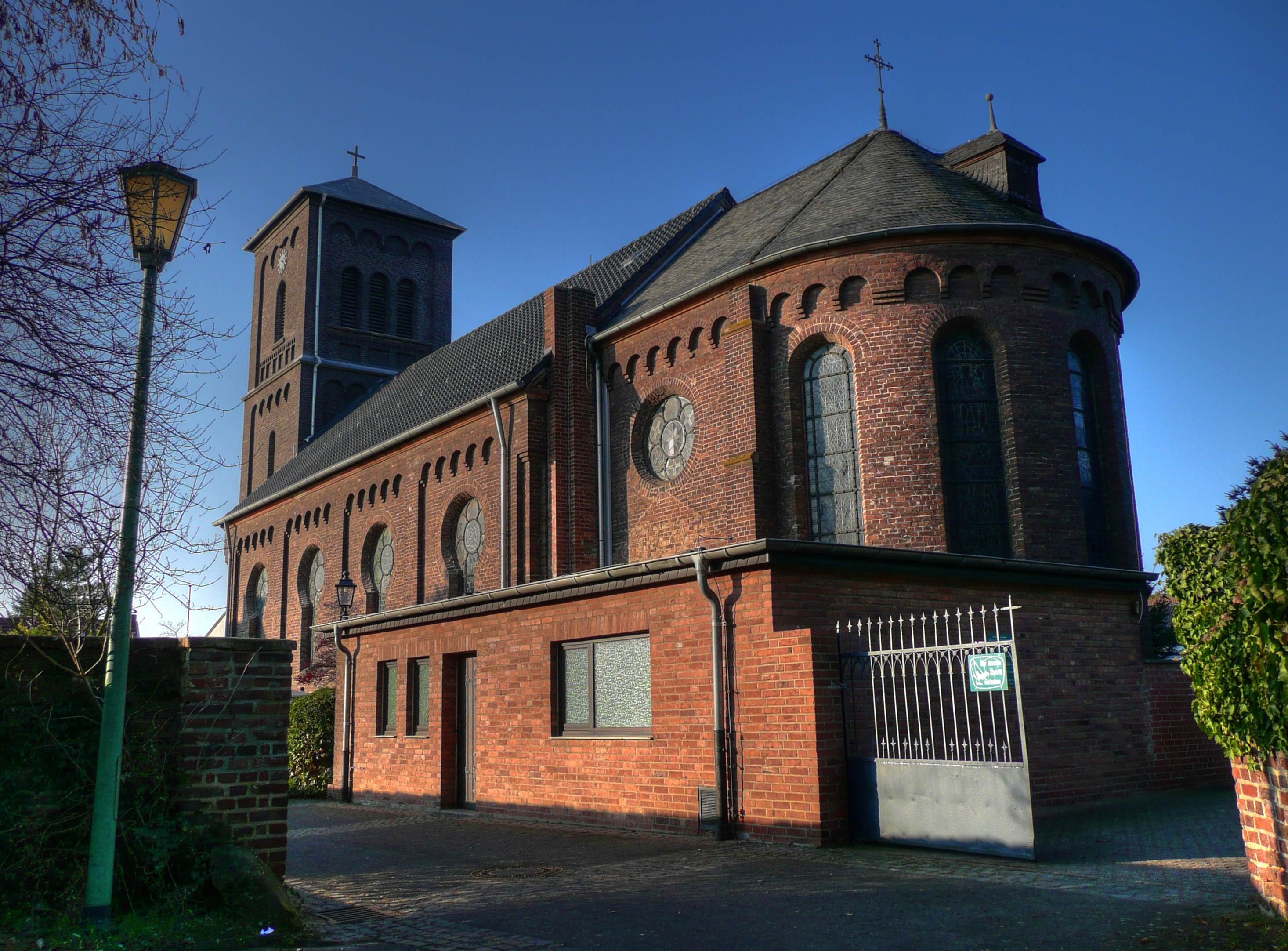
St. Amandus in Girbelsrath

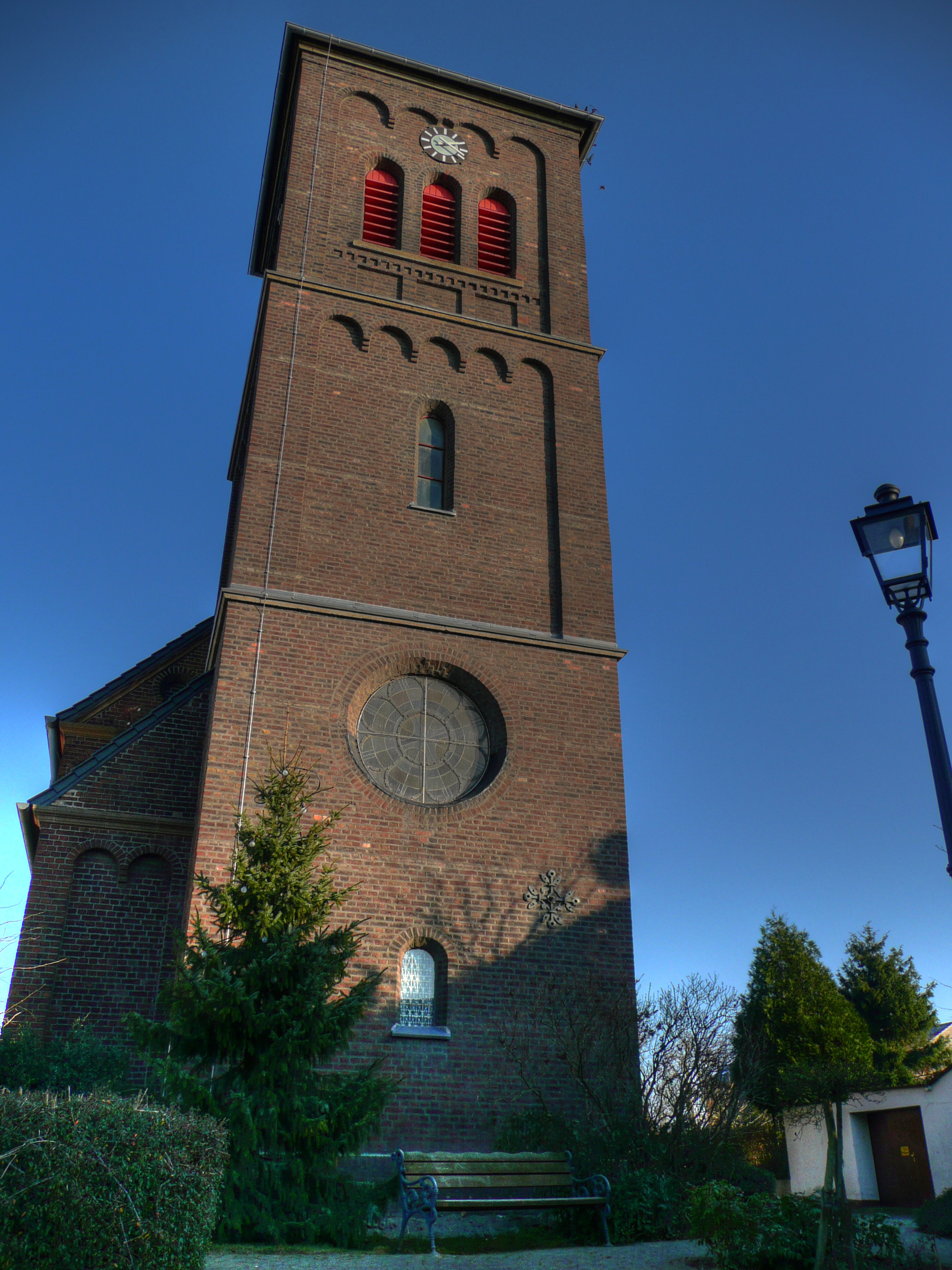
Kirchturm

St. Amandus ist die römisch-katholische Filialkirche des Merzenicher Ortsteils Girbelsrath im Kreis Düren (Nordrhein-Westfalen).
Das Bauwerk ist unter Nr. 1 in die Liste der Baudenkmäler in Merzenich eingetragen.

## Geschichte
Bis zum 12. Februar 1849 war Girbelsrath eine Filiale der Pfarre St. Laurentius in Merzenich. An diesem Tag wurde Girbelsrath zur eigenständigen Pfarrei  und das Gotteshaus zur Pfarrkirche erhoben. Zum 1. Januar 2016 wurde die Pfarre aufgelöst und in die Merzenicher Pfarre als Filiale eingegliedert. Seitdem ist die Kirche eine Filialkirche dieser Pfarre.
Die Kirche wurde 1883/84 nach den Plänen des Kölner Architekten August Carl Lange im Stil der Neuromanik errichtet, die feierliche Kirchweihe und die Weihe des Hochaltares nahm am 10. Juli 1886 der Kölner Erzbischof Philippus Krementz vor. In den Hochaltar wurden Reliquien des hl. Engelbert sowie von Märtyrern der Thebaischen Legion eingelassen. Eine Vorgängerkirche ist bereits für das Jahr 1553 bezeugt. 1986 wurde die Orgel, welche sieben Register besitzt, durch die Firma Weimbs restauriert.

## Ausstattung
Der Großteil der Kirchenausstattung wie Bänke, Hochaltar, Kreuzweg und Deckenleuchten stammen aus der Erbauungszeit der Kirche. Die Fenster sind ein Werk des Dürener Künstlers Hermann Gottfried aus dem Jahr 1955.

## Glocken
In der Glockenstube hängen drei Glocken, von denen eine stillgelegt ist:
| Nr. | Name         | Durchmesser (mm) | Masse (kg, ca.) | Schlagton (HT-1/16) | Gießer                                     | Gussjahr | Bemerkungen        |
| 1   | Heilig Kreuz | 798              | 300             | cis'' -2            | Johann Wael, Köln                          | 1450     | -                  |
| 2   | Anna         | 715              | 250             | d'' +1              | Gregor van Trier, Aachen                   | 1510     | -                  |
| 3   | Maria        | 562              | 125             | f''                 | Karl Engebert & Peter Heinrich Fuchs, Köln | 1751     | Glocke stillgelegt |

## Pfarrer und Rektoren
| seit | Name                               | Pfarrer etc. | bis                         |
| ---- | ---------------------------------- | ------------ | --------------------------- |
| ?    | Johannes Salentin Finger           | Rektor       | ?                           |
| ?    | Engelbert Blatzheim                | Rektor       | ?                           |
| ?    | Johann Heimbach                    | Rektor       | 1849                        |
| 1849 | Wilhelm Kloth                      | Pfarrer      | 1865                        |
| 1865 | Johann Ludewig                     | Pfarrer      | 1887                        |
| 1887 | Johann Christoph Eduard Schwalbach | Pfarrer      | 1891                        |
| 1892 | Bartholomäus Joseph Hermanns       | Pfarrer      | 1906                        |
| 1906 | Carl August Alois Heubes           | Pfarrer      | 1912                        |
| 1912 | Peter Joseph Pinnekamp             | Pfarrer      | 1931                        |
| 1931 | Wilhelm Fabry                      | Pfarrer      | 1963                        |
| 1966 | Johannes Schulte-Fischedick        | Pfarrer      | 1969                        |
| 1969 | Peter Sieberichs                   | Pfarrer      | 1983                        |
| 1983 | Norbert Bolz                       | Pfarrer      | 1989                        |
| 1989 | Heinz Dieter Hamachers             | Pfarrer      | 2015 (Auflösung der Pfarre) |